# Internationaal Jaar van de Vrouw

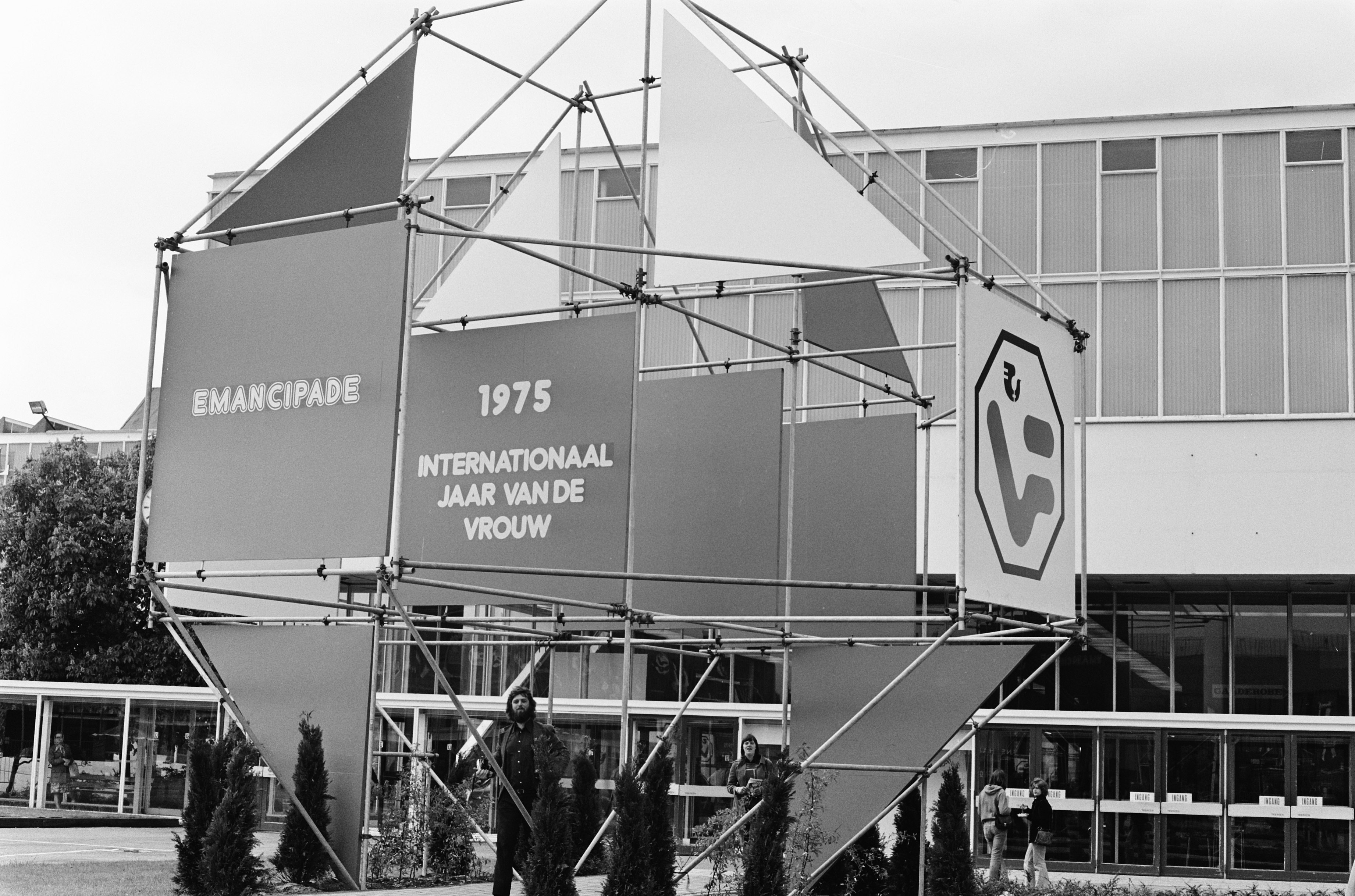
1975 Internationaal Jaar van de Vrouw. Manifestatie "Emancipade" in Utrecht

De Verenigde Naties riep het jaar 1975 uit tot het Internationaal Jaar van de Vrouw. Een paar jaar later stelde de VN 8 maart in als Internationale Vrouwendag. Ook werd het decennium 1976-1985 uitgeroepen tot het decennium van de vrouw.
Het eerste wereldvrouwenconferentie werd in 1975 in Mexico City gehouden. Tijdens dit congres werd gewerkt aan de eerste versie van het verdrag inzake de uitbanning van alle vormen van discriminatie van vrouwen, dat in 1980 werd aangenomen.

## Achtergrond
Het jaar was een initiatief van de VN-commissie Commission on the Status of Women (CSW). Een van de fundamentele principes van de VN uit de Universele verklaring voor de rechten van de mens was namelijk de gelijkheid tussen man en vrouw. Dit was in de praktijk vaak een dode letter, en het internationaal jaar van de vrouw moest dienen als kapstok voor concreet beleid dat de situatie van vrouwen in verschillende landen zou verbeteren.

## In Nederland en België
In België zette de regering enkele commissies op, die echter een kort leven beschonken waren. Deze commissies hielden zich vooral bezig met het vaststellen van problemen in plaats van naar oplossingen zoeken. Daarnaast werden er dit jaar veel wetten over vrouwen besproken. Hoewel abortus en een huishoudbijlage niet werden ingevoerd, kon men wel tevreden zijn over een CAO met gelijke behandeling en meer gelijkheid in het huwelijkse recht.
In Nederland werd het Nationaal Comité het Internationaal Jaar van de Vrouw opgericht, die 2 miljoen euro subsidie kreeg. De helft van dit geld werd uitgegeven aan Emancipade, een bijeenkomst in de Utrechtse jaarbeurs. Dit trok een klein bezoekersaantal en zowel op het jaar als op de Emancipade werd veel kritiek geuit. De Dolle Mina's wilden bijvoorbeeld geen jaar, maar een heel leven voor de vrouw.
Het Amsterdamse Tropenmuseum zette dat jaar een thematische tentoonstelling op de vloer met de titel Vrouw ben je.

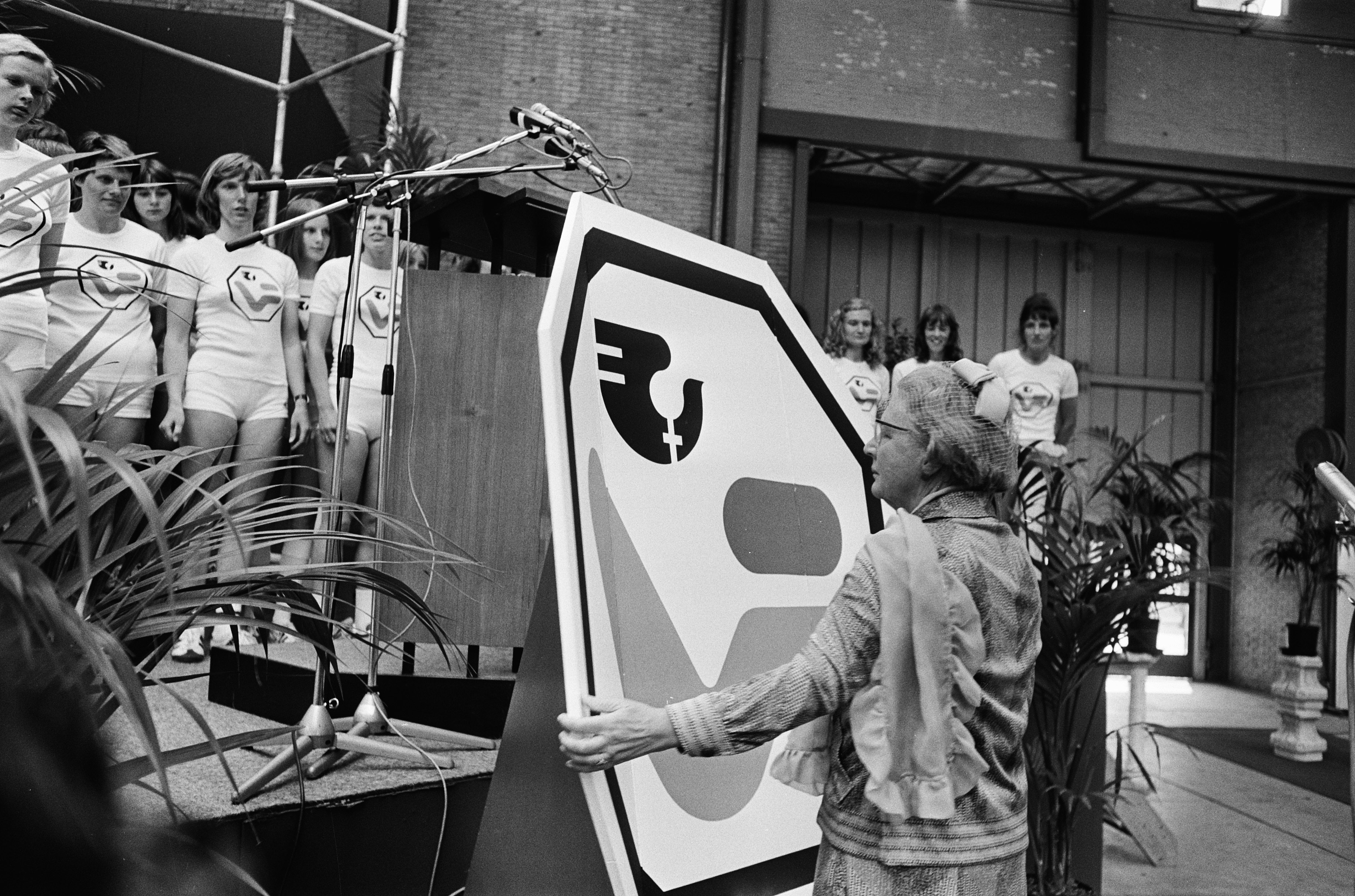
Koningin Juliana opent de Emancipade
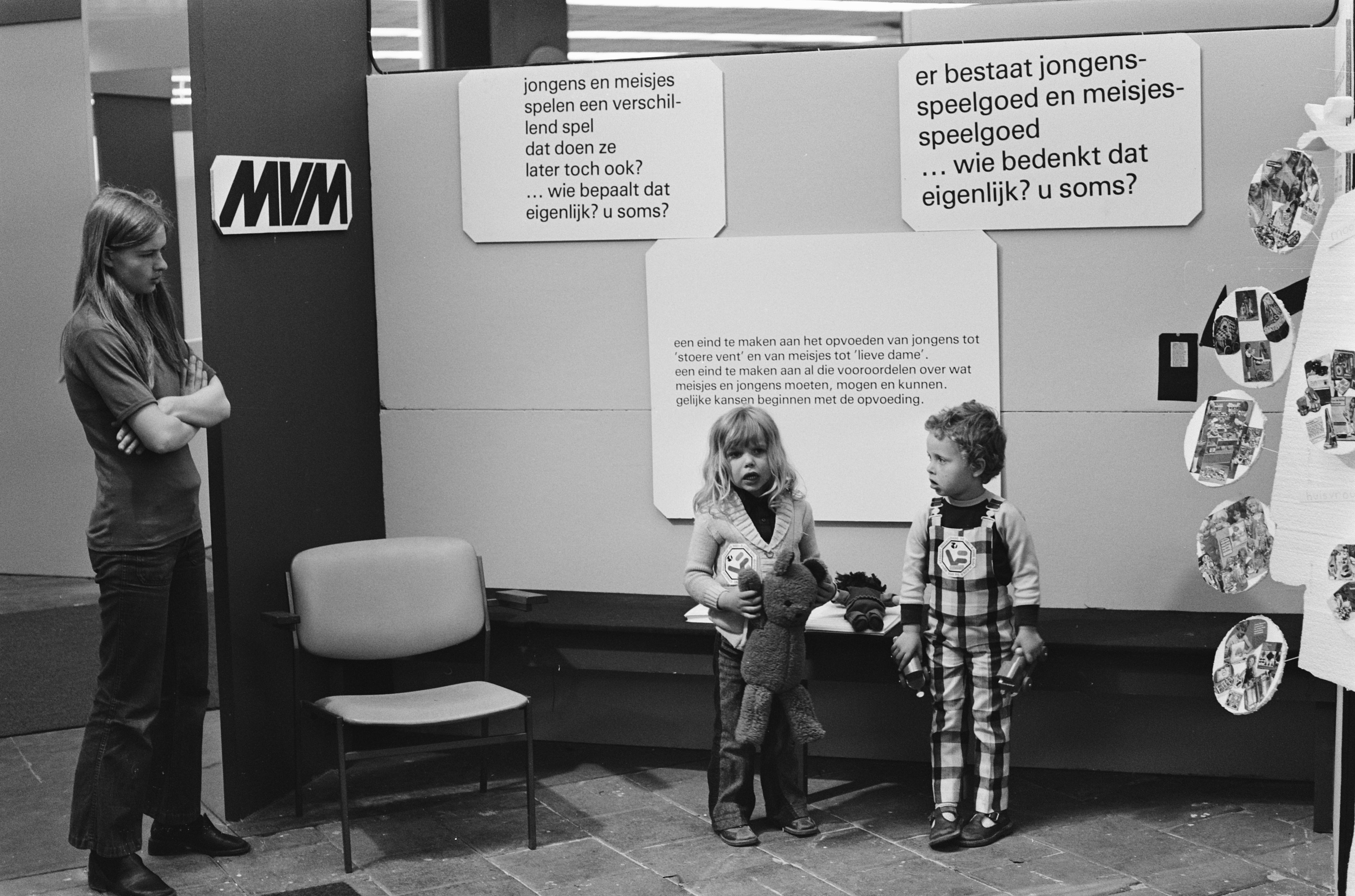
Stand over rolpatronen
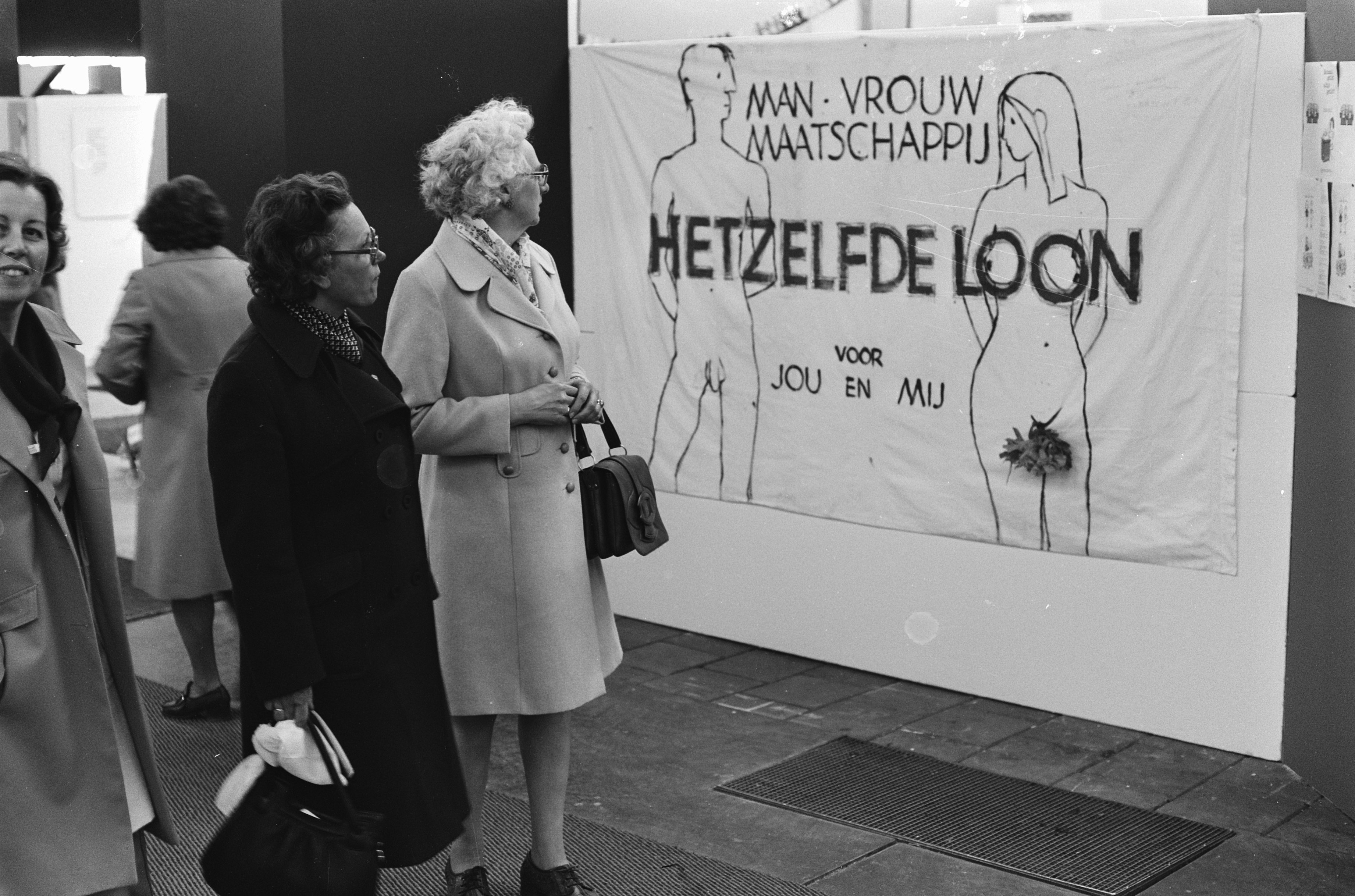
Pleidooi voor gelijke lonen
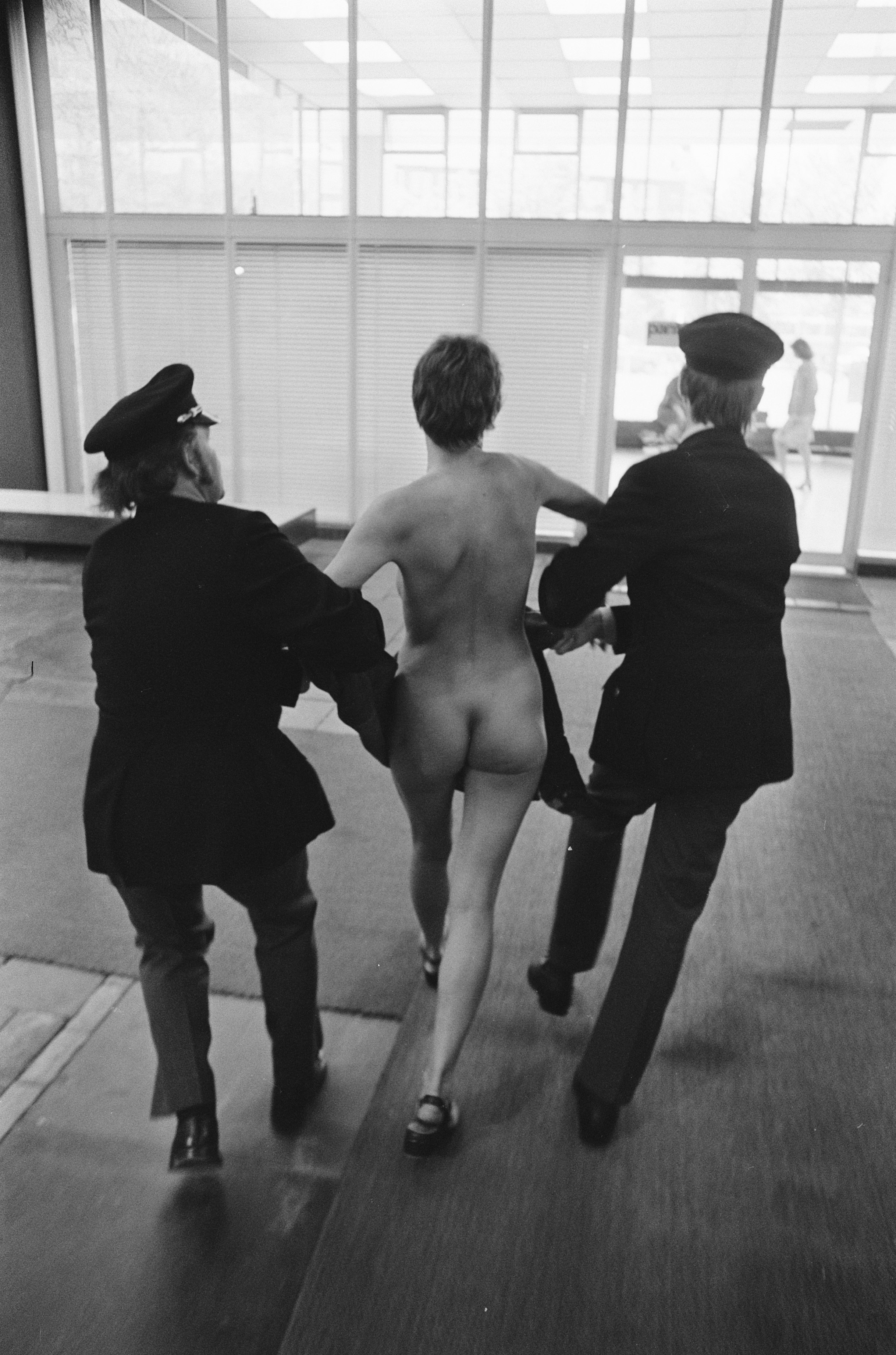
Naakt protest

## In andere landen
In IJsland vond er op 24 oktober een algemene vrouwenstaking plaats, zowel voor werk buitenshuis als binnenshuis. Het doel was de waardering voor het werk van vrouwen op te krikken. Van de vrouwen legde ongeveer 90% het werk neer en de dag wordt ook wel de lange vrijdag genoemd, vanwege het vele werk dat mannen moesten overnemen van de vrouwen. Veel mensen geloven dat de dag het pad vrijmaakte voor de verkiezing van de eerste vrouwelijke president in 1980, Vigdís Finnbogadóttir.